# Kibaigwa
Kibaigwa è una circoscrizione mista (mixed ward) della Tanzania situata nel distretto di Kongwa, regione di Dodoma. Conta una popolazione di 24 761 abitanti (censimento 2012).